# Lista de prefeitos de Pacaraima
Esta é a lista de prefeitos e vice-prefeitos do município de Pacaraima, estado brasileiro de Roraima.
O cargo de prefeito foi criado em 11 de abril de 1835, pela assembleia provincial paulista, em reação aos amplos poderes conferidos pelo Código de Processo Criminal de 1832 às câmaras municipais. Seguiram o exemplo paulista seis províncias do nordeste brasileiro (Alagoas, Ceará, Maranhão, Paraíba, Pernambuco e Sergipe).
Sob a vigente ordem constitucional, essa designação é dada ao funcionário público do Poder Executivo municipal, que exerce seu cargo em função de uma legislatura (mandato), sendo para tanto eleito a cada quatro anos, podendo ser reeleito por mais 4 anos (segundo mandato).
Funções
O poder executivo municipal chefia a administração e comanda os serviços públicos, tendo como comandante o prefeito.
A partir da constituição brasileira de 1934, o cargo de prefeito passou a ser o único, em todo o Brasil, ao qual estão atribuídas as funções de chefe do poder executivo do governo local, em simetria aos chefes dos executivos da União e do estado, portanto, em forma monocrática. Este texto quer dizer que deverá haver harmonia e integração de ação entre as esferas envolvidas sem a intervenção de uma na outra, exceto nos casos previstos na Constituição Federal.
Eleições
O prefeito é eleito por sufrágio universal, secreto, direto, em pleito simultâneo em todo o País, realizado a cada quatro anos, no primeiro domingo de outubro.
E trinta dias após tem lugar o segundo turno, se o eleito em primeiro lugar não atingir 50% dos votos válidos mais um voto, no caso de municípios com mais de duzentos mil eleitores.
Conforme a legislação eleitoral atual no Brasil para tornar-se elegível, exige-se uma série de requisitos;
- Possuir nacionalidade brasileira ou portuguesa (neste caso, o cidadão português deve se encontrar amparado pelo Estatuto de Igualdade entre Portugueses e Brasileiros),
- Título de eleitor em dia e estar em gozo pleno do exercício dos direitos políticos,
- Domicilio eleitoral na circunscrição na qual o candidato se apresenta,
- Filiação partidária,
- Ser alfabetizado (tópico invalidado pela atual constituição brasileira de 1988),
- Desincompatibilização de cargo público — Se ocupa um cargo público deve sair seis meses antes das eleições e voltar caso possa só após seis meses ao pleito eleitoral,
- Renúncia de outro mandado até seis meses antes do pleito e não ser parente afim ou consangüíneo, até segundo grau, ou cônjuge de titular de cargo eletivo; pode, entretanto, ser candidato à reeleição (artigo 14 da Constituição),
- Ter idade mínima de 21 anos.

| N° | Prefeito                                        | Partido                                      | Vice-Prefeito                                                          | Início do Mandato     | Fim do mandato         | Observações |
| -- | ----------------------------------------------- | -------------------------------------------- | ---------------------------------------------------------------------- | --------------------- | ---------------------- | --- |
| 1  | Hipérion de Oliveira Silva                      | Partido Progressista Brasileiro PPB          | Francisco Roberto do Nascimento "Chico Roberto" (PPB)                  | 1° de janeiro de 1997 | 31 de dezembro de 2000 | Prefeito e vice eleitos em sufrágio universal. |
| 1  | Hipérion de Oliveira Silva                      | Partido da Frente Liberal PFL                | Francisco Roberto do Nascimento "Chico Roberto" (PPB)                  | 1° de janeiro de 2001 | 31 de dezembro de 2004 | Prefeito e vice reeleitos em sufrágio universal. |
| 2  | Paulo Quartiero                                 | Partido Democrático Trabalhista PDT          | Anísio Pedrosa Lima (PSDC)                                             | 1° de janeiro de 2005 | 31 de dezembro de 2008 | Prefeito e vice eleito em sufrágio universal. Esteve afastado do cargo entre fevereiro de 2007 a março de 2008 por decisão do Tribunal Regional Eleitoral de Roraima (TRE-RR). |
| 3  | Francisco Roberto do Nascimento "Chico Roberto" | Partido dos Trabalhadores PT                 | Francisco Gomes Aragão "Rogério" (PSL)                                 | fevereiro de 2007     | março de 2008          | Segundo colocados nas eleições de 2004. Eles assumiram os cargos de prefeito e vice-prefeito em razão da cassação de Paulo Quartiero pelo TRE-RR.                              |
| 4  | Altemir da Silva Campos                         | Partido da Social Democracia Brasileira PSDB | Anísio Pedrosa Lima (PP) e Jonas de Souza Marcolino (PSDB)             | 1° de janeiro de 2009 | 31 de dezembro de 2012 | Prefeito e vice eleitos em sufrágio universal. |
| 4  | Altemir da Silva Campos                         | Partido da Social Democracia Brasileira PSDB | Anísio Pedrosa Lima (PP) e Jonas de Souza Marcolino (PSDB)             | 1° de janeiro de 2013 | 31 de dezembro de 2016 | Prefeito reeleito e vice eleito em sufrágio universal. |
| 5  | Juliano Torquato dos Santos                     | Partido Republicano Brasileiro PRB           | Rodolfo Fernandes do Nascimento (PT) e Simeão de Oliveira Peixoto (PV) | 1° de janeiro de 2017 | 31 de dezembro de 2020 | Prefeito e vice eleitos em sufrágio universal. |
| 5  | Juliano Torquato dos Santos                     | Republicanos REP                             | Rodolfo Fernandes do Nascimento (PT) e Simeão de Oliveira Peixoto (PV) | 1° de janeiro de 2021 | 31 de dezembro de 2024 | Prefeito reeleito e vice eleito em sufrágio universal. |
| 6  | Walderi D'Avila                                 | Progressistas PP                             | Vagner Bezerra de Araújo "Vagner da Patrol" (Republicanos)             | 1° de janeiro de 2025 | Atualmente             | Prefeito e vice eleitos em sufrágio universal. |